# بورن تو داي (ألبوم لانا دل راي)
بورن تو داي (بالإنجليزية: Born To Die) (بالعربية: ولدنا لنموت) هو ثاني ألبوم استديو للمغنية وكاتبة الأغاني الأمريكية لانا دِلْ راي التي أطلَقتْهُ في 27 يناير 2012 عبر شركة إنترسكوب وشركة بوليدور للتسجيل. تعاونتْ لانا دِلْ راي مع عدة مُنتجين مِن أجل إعداد الألبوم ومِن بينهم باتريك بيرغر، جيف بهاسكر، كريس برايد، إيميل هايني، جاستن باركر، ريك نولز، دانييل أوميليو، آل شاكس وقد أنتج هذا التعاون ألبوماً هو الأقرب في نوعه إلى موسيقى الباروك بوب التي تنحدر مِن موسيقى البوب-روك إلى جانب موسيقى الهيب هوب والإندي بوب والتريب هوب. حقق الألبوم نجاحاً تجارياً حيث بيع منه خلال الأسبوع الأول مِن إصداره 77,000 نسخة ليحتل المركز الثاني في قائمة مبيعات بيلبورد 200 في الولايات المتحدة كما دخل الألبوم لقوائم مبيعات أكثر من 11 دولة وبيع منه بحلول مايو 2015 أكثر مِن 8.5 مليون نسخة لكن هذا النجاح التجاري قابله انقسام في آراء النقاد حول الألبوم فمنهم مَن أثنى على إنتاجه المميز ومنهم مَن انتقد نزعة أغانيه الميلودرامية وتشابهها ببعضها البعض. جرى إطلاق ستة أغاني منفردة مِن الألبوم أولها كانت أغنية «Video Games» التي لاقتْ انتشاراً واسعاً عند نزول الفيديو كليب الخاص بها على يوتيوب في 29 يونيو 2011 مما دفع بلانا دِلْ راي إلى إصدار الأغنية رسمياً كأول أغنية منفردة مِن الألبوم في 7 أكتوبر 2011 لتحتل المرتبة الـ 91 في قائمة بيلبورد هوت 100 ثم تبع ذلك صدور بقية الأغاني المنفردة مِن الألبوم وهي:
«Born To Die»، «Blue Jeans»، «سمرتايم سادنس (أغنية لانا دل راي)»، «نشيد وطني»، "Dark Paradise" على الترتيب.
أُعيد إصدار الألبوم في 9 نوفمبر 2012 تحت عنوان Born To Die: Paradise Edition في حُزمة الأسطوانة المطوّلة فردوس كما أُعيد إصدار أغنية «سمرتايم سادنس (أغنية لانا دل راي)» بنسخة معدّلة (Remix) في 11 يوليو 2013 فاحتلتْ المركز السادس في قائمة بيلبورد هوت 100 وأصبحتْ بذلك الأعلى أداءً بين جميع أغاني الألبوم في قوائم المبيعات.

## خلفية
وقعّتْ لانا دِلْ راي عقداً مع شركة 5 بوينت للتسجيل في عام 2007 لكنها قررتْ العمل مع مُنتجين وإداريين مِن شركات أخرى بعد أن فشلتْ في تحقيق النجاح الذي كانت ترجوه لكنها وجدتْ نفسها في نزاعٍ مع شركة 5 بوينت ومنتجها ديفيد كاهن فما كان مِن لانا دِلْ راي سوى أن تواصل العمل وأْطلقتْ ألبومها الأول Lana Del Ray رقمياً في يناير 2010. قامتْ لانا دِلْ راي لاحقاً بشراء حقوق الألبوم بطلبٍ مِن مدير أعمالها الحاليّ لمنعه مِن التدوال والاستغلال التجاري. وقعتْ لانا دِلْ راي عقداً جديداً مع شركة ستراينجر للتسجيل في يونيو 2011 واختارتْ لنفسها هذا الاسم الفنّي (حيث إن اسمها الحقيقي هو إليزابيث غرانت) وفي 29 يونيو 2011 قامتْ لانا دِلْ راي بتنزيل فيديو كليب أغنية «Video Games» على يوتيوب لأنها كانت أغنيتها المفضلة ولم تكن تنوي إصدارها كأغنية منفردة غير أن الأغنية انتشرتْ عبر الإنترنت مما دفع بلانا دِلْ راي للإعلان عن ألبومها الثاني بعنوان بورن تو داي خلال ظهورها في البرنامج الفرنسي تاراتاتا في نوفمبر 2011. غلاف الألبوم مِن تصوير نيكول نودلاند في حين أشرف كلٌ مِن لانا دِلْ راي وديفيد باودين على العمل على حُزمة الألبوم. قامتْ دايل إيسينغر الكاتبة في مجلة كومبلكس الأمريكية بتصنيف الألبوم في المرتبة الثامنة في قائمة المجلة لأفضل 50 غلاف ألبوم بوب خلال الخمس سنوات الماضية وقالتْ الكاتبة أن لانا دِلْ راي تُعبّر بنظرة واحدة في الغلاف عن الحكاية التي ترويها أغاني الألبوم. جرى الإعلان عن قائمة أغاني الألبوم في 9 يناير 2012 في حين أُطلِقَ الألبوم نفسه في 27 يناير 2012 في الولايات المتحدة.

## تركيبة الأغاني
في معرض حديثها حول أداءها الصوتيّ في ألبوم بورن تو داي قالتْ لانا دِلْ راي: ‘‘أنا أغني بنبرة منخفضة الآن، لكن صوتي كان أعلى من ذلك بكثير في السابق. لم يكن الناس يأخذونني على محمل الجد كمغنية؛ لذا قمتُ بتخفيض نبرة صوتي في الأداء على أمل أن يُساعدني ذلك على البروز، والآن أنا أغني بصوت منخفض على الأقل بالنسبة إلى فنانة (امرأة)’’. وُصِفتْ أغنية «Video Games» وأغنية «Born To Die» بأنهما ‘‘أشبه بالأغاني الشعبية التي تُغنّى في النوادي الليلية’’ وبأنهما أشبه بـ‘‘الموسيقى التصويرية’’ ووُصفتْ الأغنيتان أيضاً بأنهما أغنيتا بوب كما وصفتْ لانا دِلْ راي موسيقى ألبومها بأنها ‘‘سادكور [نمط موسيقي] هوليوود’’. قال تيم لي الكاتب في موقع ميوزيك أو إم إتش أن أغاني الألبوم مُتشابهة مع بعضها وعلّق قائلاً: ‘‘لقد عثر وكلاء أعمالها على معادلة تَدّر عليهم المال’’. وُصِفتْ أغنية «Blue Jeans» بأنها أغنية هيب هوب وعلّق عددٌ مِن النقاد حول كون إيقاع الأغنية يتشابه مع موسيقى المغني الأمريكي تمبالاند، أما في أغنية «Off To The Races» وأغنية «نشيد وطني» وأغنية "Diet Mountain Dew" فتقوم لانا دِلْ راي بتوظيف تقنية راب وُصِفتْ بأنها ‘‘أقرب للثرثرة’’، كما انتقد النقاد تحديداً كلمات أغنية «Off To The Races» التي تُظهر لانا دِلْ راي مفتونة وغارقة في دور العلاقة المضطربة والمؤذية مع حبيب خطر وقارنوها بأغنية "Leaving Las Vegas" للمغنية الأمريكية شيريل كرو، وكتب بيل لامب في موقع أباوت دوت كوم أن كلمات أغنية «نشيد وطني» ‘‘ضائعة في مزيجٌ مِن فوضى المال والجشع والجنس لكنها مُترابطة بحيث تُرسّخ وجهة نظر صاحبتها التي تنتقد في الأغنية المجتمع الغارق في هذه الفوضى’’ كما قال الكاتب أن الأغنية تُعبر عن فحوى الألبوم، وعلّق النقاد على أغنية "Million Dollar Man" بوصفها شبيهة بأغاني الموسيقية التصويرية لأفلام جيمس بوند وتتضمن موسيقى ألبوم بورن تو داي إجمالاً إيقاع تريب-هوب إلى جانب أصواتٍ سينمائية والتي تستحضر في الأذهان موسيقى الخمسينيات وتتمحوّر كلمات أغاني الألبوم حول الجنس والمخدرات وتؤدي لانا دِلْ راي خلالها دور شخصية على طراز شخصية لوليتا.

## الترويج

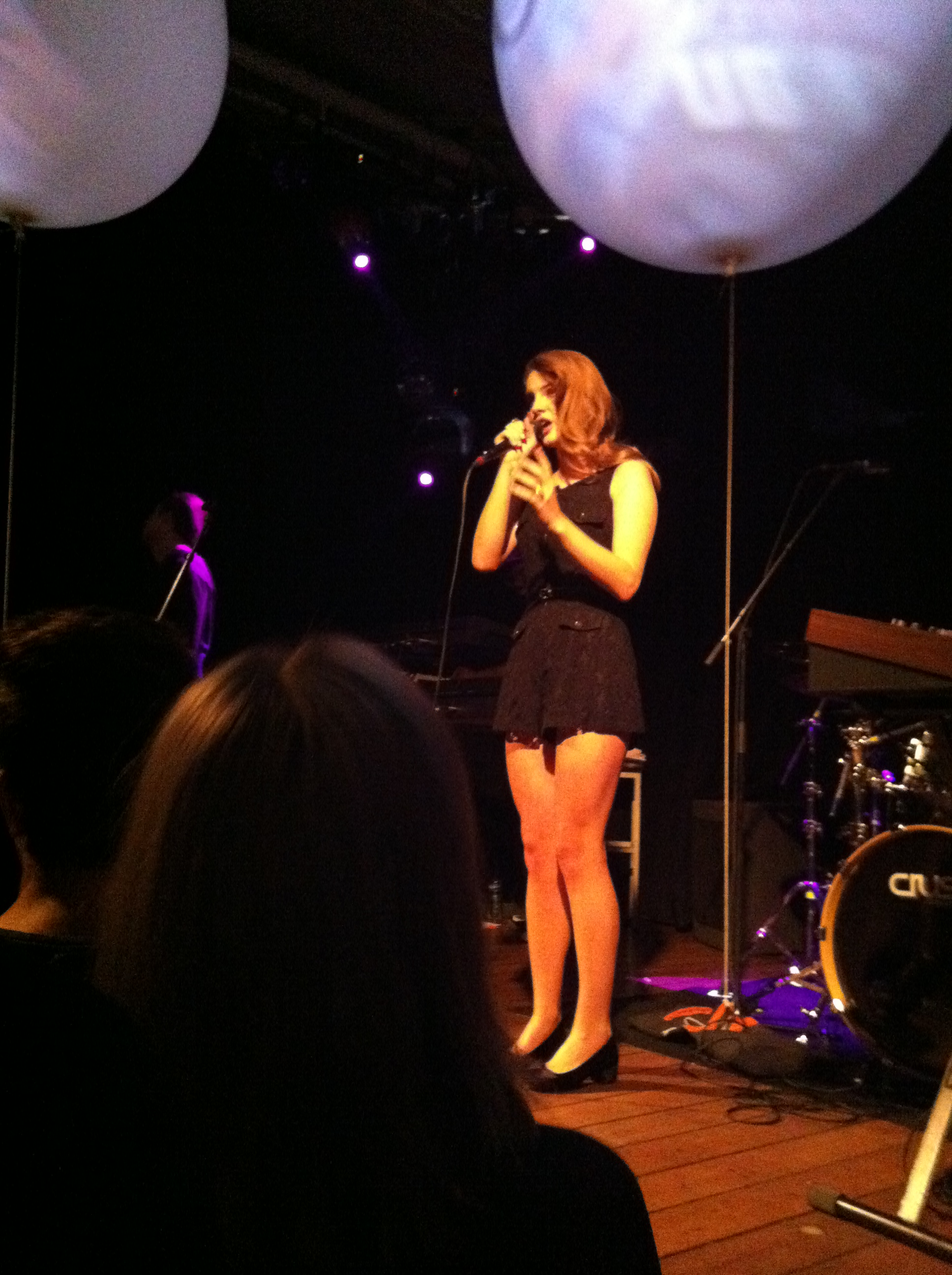
لانا دل راي في حفلٍ ترويجٍ عُقِدَ في أمستردام عام 2011.

عمِلَتْ لانا دِلْ راي على الترويج للألبوم عبر أداء حفلات في مهرجان باوري بالروم الموسيقيّ حيث علّقتْ مجلة رولينغ ستون عن أداءها هناك قائلة: ‘‘بالرغم مِن أن لانا دِلْ راي كانت مُتوترة وقلقة إلا أنها غنّتْ بثقة كبيرة’’، كما أدتْ لانا دِلْ راي أغنية «Video Games» في حفلٍ في فندق تشاتي مارموت في لوس أنجلوس وقامتْ بأداء الأغنية في حفل جائزة إيكو في برلين في 22 مارس 2012 وكانت لانا دِلْ راي قد أدتْ أغنية «Blue Jeans» في برنامج Le Grand Journal في فرنسا في 30 يناير 2012، وأدتْ الأغنية في البرنامج الإيطالي Le Invasioni Barbariche على محطة La7 الإيطالية، وأدتْ لانا دل راي الأغنية في الموسم الأول من برنامج The Voice UK في 28 أبريل 2012، وفي اليوم التالي أدتْ الأغنية على محطة BBC One. وظهرتْ لانا دِلْ راي في برامج تلفزيونية كبرنامج De Wereld Draait Door الهولندي وبرنامج Later... with Jools Holland البريطاني. قامتْ لانا دِل راي أيضاً بأداء اثنين مِن أغاني الألبوم في برنامج ساترداي نايت لايف في 14 يناير 2012 وهما أغنية «Video Games» وأغنية «Blue Jeans» لكن نال أداءها آراءً سلبية من النقاد بمن فيهم برايان ويليامز مذيع قناة إن بي سي الأمريكية والذي وصف أدءها بأنه ‘‘الأسوأ في تاريخ [البرنامج]’’ غير أن الممثليّن الأمريكي أندي سامبيرج والبريطاني دانييل رادكليف - الذين قدّما حلقة البرنامج - دافعا عن أداءها وقال رادكليف أن النقد الذي وُجّه إليها لم يكن ضد أداءها بل ضد ‘‘ماضيها وعائلتها’’ وقامتْ لانا دِلْ راي بدورها بالدفاع عن نفسها قائلة: ‘‘أنا مغنية جيدة... إنني أُغنيّ منذ وقتٍ طويل وأعتقد أن لورن مايكلز [مُبتكر البرنامج] يعرف ذلك’’ أجرتْ لانا دِلْ راي عدة مقابلات مع وسائل الإعلام مِن أجل الترويج للألبوم ومِن بينها مجلة ذا كويتس الرقمية، وصحيفة ذا أوبزرفر، ومجلة بتشفورك ميديا الرقمية كما ظهرتْ أغنية «Blue Jeans» في المشهد الأخير للحلقة 13 مِن مسلسل رينجر (Ringer) التي عُرضتْ في 14 فبراير 2012 على شبكة سي دبليو التلفزيونية.

## الأغاني المنفردة
| بورن تو داي (ألبوم لانا دل راي) | أنا أشعر بأن الأغنيات الثلاث: "Video Games" و"Blue Jeans" و"Born To Die" أشبه بُثلاثية: كنتُ مفتونة جداً بشابٍ التقيتُ به وعندما بدا واضحاً أنه لا يُمكننا أن نكون سوية مجدداً، عرفتُ أني سأظل أقدّر تلك العلاقة لوقتٍ طويل... إن تلك الأغاني الثلاث تتحدث عن العيش في أفضل ذكريات الماضي وتقدير ذلك الوقت. | بورن تو داي (ألبوم لانا دل راي) |

- لانا دل راي
أُطلِقتْ أغنية «Video Games» كأول أغنية منفردة مِن الألبوم في 7 أكتوبر 2011 لتنال استحسان النقاد الذين أثنوا على صوت لانا دِلْ راي واعتبروها واحدة مِن أفضل أغاني عام 2011،  كما حققتْ الأغنية نجاحاً تجارياً حول العالم فاحتلتْ المركز الأول في ألمانيا ودخلتْ للمراكز العشر الأولى في قوائم مبيعات النمسا، وبلجيكا، وجمهورية التشيك، وفرنسا، وهولندا، وأيرلندا، وبولندا، واسكتلندا، وسويسرا، وبريطانيا. الفيديو كليب المُصاحب للأغنية مِن إخراج وتحرير لانا دِلْ راي وقد لاقى انتشاراً واسعاً على الإنترنت عند نزوله عبر يوتيوب في 29 يونيو 2011.الأغنية المنفرة الثانية هي «Born To Die» والتي أُطلِقتْ للتحميل الرقمي في 30 ديسمبر 2011 غير أن الفيديو كليب المُصاحب لها سُرّب في 14 ديسمبر 2011 وهو مِن إخراج يوان ليموين ومبنيّ على فكرة للانا دِلْ راي وقد لاقى الفيديو آراءً إيجابية مِن النقاد إجمالاً، أما الأغنية المنفردة الثالثة هي «Blue Jeans» والتي أطلِق الفيديو كليب الخاص بها في 19 مارس 2012 وهو مِن إخراج يوان ليموين، ثم أطلِقتْ نفسها في 6 أبريل 2012 كما أُطلِقتْ أغنية «Summertime Sadness» كرابع أغنية منفردة في 22 يونيو 2012 وأُطلِقَ الفيديو كليب المُصاحب لها في 20 يوليو 2012 وهو مِن إخراج سبينسر سوسر وكايل نيومان الذي تظهر زوجته جايمي كينغ فيه. أُطلِقتْ أغنية "National Anthem" كخامس أغنية منفردة في 6 يوليو 2012 وأُطلِقَ الفيديو كليب المُصاحب لها في 27 يونيو 2012 وهو مِن إخراج أنثوني ماندلر كما أُطلِقتْ أغنية "Dark Paradise" كسادس وآخر أغنية منفردة مِن الألبوم في 1 مارس 2013 لكنها أُطلِقتْ فقط في ألمانيا، وسويسرا، والنمسا، وبولندا. احتلتْ أغنية "Radio" المرتبة الـ 67 في قوائم المبيعات في فرنسا كما احتلتْ أغنية "Without You" المرتبة الـ 121 في بريطانيا بالرغم مِن أن الأغنيتان ليستا أغاني منفردة مِن الألبوم ولكن حصل ذلك بسبب قوة مبيعات الألبوم.أُطلِقتْ أغنية «Off To The Races» كأغنية منفرة ترويجية (برومو) في هولندا بتاريخ 6 يناير 2012 وأُطلِقَ الفيديو كليب المُصاحب لها والذي أخرجته لانا دِلْ راي في 22 ديسمبر 2011، كما أُطلِقتْ أغنية "Carmen" كأغنية منفردة ترويجية (برومو) في ألمانيا، والنمسا، وسويسرا في 26 يناير 2012   وأعلنتْ لانا دِلْ راي في 27 فبراير 2012 عبر حسابها على فيسبوك أنها أنهتْ تصوير الفيديو كليب المُصاحب للأغنية ثم أُطلِقَ الفيديو في 21 أبريل 2012.

## آراء النقاد
انقسم النقاد في آراءهم حول الألبوم فمنهم مَن أثنى على إنتاجه المميز ومنهم مَن انتقد نزعة أغانيه الميلودرامية وتشابهها ببعضها البعض. نال الألبوم على موقع ميتاكريتيك تقييم 62 مِن أصل 100 في متوسط المجموع بناءً على 37 مُراجعة ليُعطي الألبوم ‘‘مراجعات إيجابية إجمالاً’’ وعلّق جايمي جيل مِن بي بي سي ميوزيك أن الألبوم ‘‘ليس مثالياً’’ وانتقد إنتاج الأغاني كأغنية "Dark Paradise’’ لكنه قال أن الألبوم هو أكثر ألبوم مميز منذ ألبوم غلاسفيغاس لفرقة غلاسفيغاس الذي جرى إصداره عام 2008  وأعطتْ مجلة سلانت الإلكترونية تقييم 4 نجوم مِن أصل 5 للألبوم وعلّقتْ المجلة أن هناك أغاني في الألبوم مختلفة في إنتاجها عن البعض الآخر مثل أغنية "National Anthem" وأغنية "This Is What Makes Us Girls" وأضافتْ المجلة: ‘‘المثير للسخرية هو أن نقطة ضعف الألبوم تكمن في قوة إنتاجه والتي تغمر أغانيه الـ 12 بأكثر مما ينبغي’’ وأعطى أليكيس بتريديس الكاتب في صحيفة الغارديان تقييم 4 نجوم مِن أصل 5 للألبوم ووصفه بأنه ‘‘موسيقى بوب جميلة، لا يُمكن الاكتفاء منها’’ وعلى النقيض مِن ذلك أعطى غريغ كوت الكاتب في صحيفة شيكاغو تريبيون مُراجعة سلبية للألبوم وانتقد بشدة نوعية الإنتاج المُتكررة.أعطى روب شفيلد الكاتب في مجلة رولينغ ستون الألبوم تقييم نجمتيّن مِن أصل 5 وقال أن الكلمات هي التي تُقويّ الألبوم لكنه وصف صوت لانا دِلْ راي بـ ‘‘المصطنع’’ كما قال أنها ‘‘لم تكن جاهزة لإعداد ألبومٍ بعد’’ وأضاف في الختام ‘‘لقد كان مدى كآبة وتبلدُ الألبوم أمراً مفاجئاً نظراً لأناقة الصورة التي ظهرتْ عليها لانا دِلْ راي’’، كما أعطى موقع أول ميوزيك تقييم نجمتيّن ونصف مِن أصل خمسة للألبوم وكتب الموقع: ‘‘هناك هوّة تفصل أغنية «Video Games» عن بقية أغاني الألبوم، فرُغم أن أغاني الألبوم تدور حول نفس الدائرة - الفسوق، والجنس، والسُكران - إلا أن بقية الأغاني لا تملك الكلمات الأنيقة والإحساس القويّ والإنتاج المُتجانس الذي تملكه أغنية «Video Games».’’  وأعطى موقع سبوتنيك ميوزيك مُراجعة سلبية للألبوم وكتب الموقع: ‘‘إن أسوأ شيءٍ في الألبوم هو أن حتى الأغاني الجيدة فيه تحتوي على خللٍ ما’’.أعطتْ كيتي إمباير الكاتبة في صحيفة ذا أوبزرفر تقييم 3 نجوم مِن اصل 5 للألبوم وقالتْ أنه ‘‘على عكس لايدي غاغا وكايتي بيري اللتان تتلذذان بالشهوة، فإن الوقود الذي يُغذي أغاني لانا دِلْ راي هو الحُزن... وهو ما يُنقذنا نحن الرومانسيين مِن كابوس مناهضة الأنثوية الذي وُسِمَ به هذا الألبوم’’.
أعطى موقع أي.في. كلوب مُراجعة سلبية للألبوم ووصفه بأنه ‘‘سطحيّ ومُنَمْق’’ وقال راندال روبرتس الكاتب في صحيفة لوس أنجلوس تايمز أن صوت المُغنية يملك ‘‘إمكانيات كبيرة لكنها مازالتْ مبتدئة’’ ثم قال الكاتب أنه بالرغم مِن بروز أغاني مثل «Summertime Sadness» و"Dark Paradise" إلا أن الاستماع للألبوم ‘‘يُصبح مُرهِقاً ومُدوّخاً كما لو أنك أخذتْ كمية مِن حبوب الأمبين (حبوب مُنوّمة لعلاج الأرق) وأصبحتْ تشعر بنعاس شديد’’ وأعطتْ ليندسي زولادس الكاتبة في مجلة بيتشفورك ميديا الرقمية تقييم 5.5\10 للألبوم وعلّقتْ: ‘‘إن وجهة نظر الألبوم - إن كان يُمكن تسميتها ذلك - تبدو غريبة وعتيقة... وعلى الرغم مِن الكلمات المشحونة بالحب والإخلاص إلا أن الألبوم يُشبه النشوة الجنسية المُصطنعة ــ مجموعة مِن الأغاني المُشتعلة لكن بلا نار’’.أعطتْ مجلة إن إم إي البريطانية مُراجعة إيجابية للألبوم وقيّمته 8\10 مُعلِقة: ‘‘رغم أن الألبوم ليس مثالياً بالقدر الذي جعلتنا أغنية «Video Games» نتوقعه لكنه لا يزال علاّمة على وصول فنانة جديدة ومُتجددة’’.

### تصنيفات
| الناشر              | التصنيف                          | الترتيب | المرجع |
| ------------------- | -------------------------------- | ------- | ------ |
| موسيقى اكسبرس جديدة | أفضل 50 ألبوم لعام 2012          | 45      | [ 76 ] |
| Fact                | أفضل 50 ألبوم لعام 2012          | 19      | [ 77 ] |
| The Guardian        | أفضل ألبومات عام 2012            | 17      | [ 78 ] |
| Uncut               | أفضل 75 ألبوم لعام 2012          | 51      | [ 79 ] |
| بيلبورد (مجلة)      | أفضل ألبومات عقد 2010 (حتى الآن) | 20      | [ 80 ] |
| كومبلكس             | أفضل 50 ألبوم لعام 2012          | 4       | [ 81 ] |

## الأداء التجاري
حقق الألبوم نجاحاً تجارياً حيث بيع منه 50,000 نسخة خلال اليوم الأول مِن إطلاقه في بريطانيا واحتل المركز الأول في قوائم المبيعات هناك وبلغ إجماليّ مبيعاته خلال أسبوعه الأول في بريطانيا 116,745 نسخة كما بلغ مجموع مبيعاته الرقمية خلال أسبوعه الأول 50,007 نسخة ليُصبح خامس ألبوم على الإطلاق يتخطى حاجز مبيعاته الرقمية الـ 50,000 نسخة خلال أسبوع واحد، بالإضافة إلى أنه أصبح الألبوم الأسرع مبيعاً في بريطانيا حيث كان أول ألبوم يبيع 100,000 نسخة ذاك العام. ظلّ الألبوم على عرش قوائم المبيعات في بريطانيا حيث بيع منه 60,000 نسخة إضافية كما احتل الألبوم المركز الرابع ضمن قائمة الألبومات الأفضل مبيعاً في بريطانيا لعام 2012 حيث بلغ إجماليّ مبيعاته مع نهاية ذاك العام 719,000 نسخة ومنذ حلول نوفمبر 2013 يكون الألبوم قد باع أكثر مِن 836,000 نسخة في بريطانيا.

احتل الألبوم المركز الأول في قوائم المبيعات في فرنسا حيث بيع منه 48,791 نسخة مِنها 16,968 نسخة رقمية وظلَ الألبوم في المركز الأول خلال أسبوعه الثاني وبيع منه 23,888 نسخة إضافية ومنذ حلول يونيو 2014 يكون الألبوم قد باع أكثر مِن 500,000 نسخة في فرنسا.افتتح الألبوم أسبوعه الأول في نيوزلندا باحتلاله المركز الثاني وأمضى 40 أسبوعاً داخل قوائم المبيعات هناك كما احتل الألبوم المرتبة الـ 57 بوصفه الألبوم الأفضل مبيعاً على الإطلاق في نيوزلندا.

بلغتْ مبيعات الألبوم خلال أسبوعه الأول في الولايات المتحدة 77,000 نسخة ليحتل بذلك المركز الثاني في قائمة بيلبورد 200 خلف ألبوم 21 للمغنية البريطانية أديل  كما بيع مِن الألبوم 500,000 نسخة مع حلول يناير 2013، وبالرغم مِن الألبوم كان قد أمضى أكثر مِن 80 أسبوعاً داخل قوائم المبيعات إلا أنه عاد ودخل ضمن المراكز العشرين الأولى في 31 أغسطس 2013، ومنذ حلول يونيو 2014 يكون الألبوم قد باع 1,100,000 نسخة في الولايات المتحدة ليتحصل على شهادة بلاتينيوم مِن رابطة صناعة التسجيلات الأمريكية.  بدأ الألبوم أسبوعه الأول في إيطاليا باحتلاله المركز الخامس لكنه نزل للمرتبة التاسعة في أسبوعه الثاني وبيع مِن الألبوم خلال هذين الأسبوعين 6,271 نسخة ومنذ حلول يونيو 2012 يكون الألبوم قد باع 24,372 في إيطاليا وقد صعد الألبوم مِن المرتبة 27 إلى المرتبة 14 مع إعادة إطلاق الألبوم ضمن الأسطوانة المطولة الفردوس في نوفمبر 2012 كما دخل الألبوم المراكز العشر الأولى على آيتونز بعد قيام الموقع بإجراء تخفيض في السعر الرقمي ثم صعد الألبوم مِن المرتبة 57 إلى المرتبة 31 لقوائم المبيعات في إيطاليا في 28 أبريل 2013 ومع حلول 2 يونيو 2013 كان الألبوم قد أمضى أسبوعه الـ 70 ونزل مِن مرتبته الـ 31 إلى المرتبة 46. بحسب الاتحاد الدولي للصناعة الفونوغرافية فإن الألبوم يحتل المركز خامس في قائمة الألبومات الأفضل مبيعاً لعام 2012. بيع مِن الألبوم 8.5 مليون نسخة حول العام منذ حلول مايو 2015.

## جدل
| بورن تو داي (ألبوم لانا دل راي) | لقد بات معروفاً الآن أن لانا دِلْ راي ما هي إلا شخصية مِن اختراع ليزي غرانت، اخترعتها عندما لم تصل شخصيتها الحقيقية للنجاح المرجو [...] لكن عندما حققتْ أغنية "Video Games" نجاحاً في وقتٍ مُبكر كان على إليزابيث غرانت أن تُسرع بإصدار ألبوم ولم يكن لديها مُتسع مِن الوقت لمعرفة إلى أين يُمكن أن تؤدي بها هذه الشخصية. | بورن تو داي (ألبوم لانا دل راي) |

 - توم بريهان
أصبحتْ لانا دِلْ راي محل اهتمام الصحافة بعد إطلاق الألبوم، ليس فقط بسبب موسيقاها بل بسبب صورتها العامة،  فتسأل كثيرون عن حقيقة ماضيها واتهموها بأنها تُحاول محو هذا الماضي باتباع نمطٍ مختلف كما عزى كثيرون نجاحها إلى جمالها، إلى جانب بروز تكهنات حول ما إن كانت لانا دِلْ راي مجرد شخصية اخترعتها ليزي غرانت مع شركة التسجيل إنترسكوب مِن أجل كسب الجمهور.

قال كيفن لينكولن الكاتب في موقع بزنس إنسايدر أن شركة إنترسكوب صنعتْ لانا دِلْ راي واستخدمتْ أغنية «Video Games» كوسيلة دعائية،  وقال جايمي جيل الكاتب في بي بي سي ميوزيك مُدافعاً عن لانا:‘‘إن كنتم تريدون تفسيراً لصعود لانا دِلْ راي المفاجئ فليس صعباً إيجاده، تجاهلوا اتهامات التسويق والتزيّيف والتكهنات حول عمليات التجميل ومال أبيها ولا تدّعوا إحصائيات يوتيوب تُشتت انتباهكم، إن السبب وراء نجاحها أكثر غموضاً مِن كل ذلك: إنها قوة موسيقى البوب.’’  كما دافعتْ ساشا جونز الكاتبة في مجلة النيويوركر عن لانا دِلْ راي قائلة: ‘‘إن مِن يذمّونها يُقدمون العديد مِن نظريات المؤامرة مِن بينها نفوذ أبيها، روب غرانت، وتلاعب مدراء أعمالها بها، وحقيقة أن كُتّاب الأغاني الذين تعاونتْ معهم يعملون لديها، وكيف أن شفاهها العلوية كبرتْ بسرعة... أنا متأكدة أنه ما كان ليخضع أي مُغنيّ (رجل) لهذا المستوى مِن التدقيق.’’  وقالتْ آن لي الكاتبة في صحيفة ميترو البريطانية: ‘‘أعرف أنه مِن الممتع انتقاد لانا لكنها تملك صوتاً رائعاً - هذه حقيقة.’’  وقال سال سينكيوماني الكاتب في مجلة سلانت الرقمية: ‘‘لقد احترتْ في البداية مِن كل هذه الاتهامات التي تُقذف على لانا دِلْ راي بعنفٍ وتتابع [...] لكن لابد أن نوّضح أن ليس لدى لانا دِلْ راي ميلٌ للتعاطي والإدمان مثل آمي واينهاوس لتُعزز صورتها كفتاة سيئة، ومنذ متى كانت ‘الأصالة’ معياراً في موسيقى السائدة’’.
على الرغم مِن الانتقادات الحادة إلا أن الكثير مِن المجلات الموسيقية مثل بيلبورد، وإن إم إي، وكومبلكس قد قامت بإدراج الألبوم ضمن قوائمها بوصفه واحداً مِن أفضل الألبومات خلال عقد.

## أغاني الألبوم
شاركت لانا دل راي في كتابة جميع الأغاني.
| #   | عنوان                         | تأليف             | إنتاج                                 | المدة |
| --- | ----------------------------- | ----------------- | ------------------------------------- | ----- |
| 1.  | "Born To Die"                 | جاستن باركر       | باركر إيميل هايني                     | 4:46  |
| 2.  | "Off To The Races"            | تيم لاركومب       | باتريك برغر هايني                     | 5:00  |
| 3.  | "Blue Jeans"                  | هايني دان هيث     | هايني                                 | 3:30  |
| 4.  | "Video Games"                 | باركر             | روبوبوب                               | 4:42  |
| 5.  | "Diet Mountain Dew"           | مايك دالي         | هايني جيف بهاسكر دالي                 | 3:43  |
| 6.  | "National Anthem"             | باركر ذا نيكسوز   | هايني بهاسكر ديفيد سندون جيمس بور-مين | 3:51  |
| 7.  | "Dark Paradise"               | ريك نولز          | هايني نولز                            | 4:03  |
| 8.  | "Radio"                       | باركر             | هايني باركر                           | 3:34  |
| 9.  | "Carmen"                      | باركر             | هايني بهاسكر باركر                    | 4:08  |
| 10. | "Million Dollar Man"          | كريس برايد        | هايني برايد                           | 3:51  |
| 11. | "Summertime Sadness"          | نولز              | هايني نولز                            | 4:25  |
| 12. | "This Is What Makes Us Girls" | لاركومب جيم إرفين | أل شوكس هايني                         | 3:38  |

## أفراد العمل

### الأداء
- لانا دِلْ راي ــ صوت رئيسي (جميع الأغاني)
- إيميل بيير مين ــ أصوات ثانوية (الأغنية رقم 6)
- جيمس بيير مين ــ أصوات ثانوية (الأغنية رقم 6)
- ديفيد سنيدون ــ أصوات ثانوية (الأغنية رقم 6)
- لينا لابيل ــ صوت فرنسي (الأغنية رقم 9)
- هانا روبنسون ــ أصوات ثانوية (الأغنية رقم 14)
- ماتيهاندز ــ أصوات ثانوية (الأغنية رقم 7، 15)

### الآلات
- باتريك بيرغر ــ غيتار، غيتار البيس، آلة إيقاعية، سنتثسيزر، برمجة طبول (الأغنية رقم 2)
- جيف بهاسكر ــ غيتار (أغنية رقم 1، 5، 6)، آلة مفاتيح (أغنية رقم 5، 6، 9)
- كريس برايد ــ غيتار، بيانو، آلة وترية، برمجة طبول (أغنية رقم 10)
- بيل هانسن ــ تشيلو (أغنية رقم 2)
- إيميل هايني ــ طبول (أغنية رقم 1، 2، 3، 5، 6، 7، 8، 10، 11، 12، 13، 15)، آلة مفاتيح (أغنية رقم 1، 2، 6، 7، 8، 9، 11، 13، 15)، غيتار (3، 8، 9، 13، 15)
- دان هيث ــ فلوت (أغنية رقم 11)، آلة وترية (أغنية رقم 13)
- إيريك هولم ــ كما متوسط (أغنية رقم 2)
- ليام هاوي ــ آلة مفاتيح، برمجة (أغنية رقم 14)
- ديفريم كارغولو ــ سنثسيزر، طبول (أغنية رقم 7)
- برنت كولاتالو ــ طبول (أغنية رقم 5)
- كِن لويس ــ ضوضاء صوتية (أغنية رقم 1)، طبول (أغنية رقم 5)
- ريك نولز ــ غيتار (أغنية رقم 7)، آلة وترية (أغنية رقم 11)، آلة مفاتيح (أغنية رقم 15)
- آل شاكس ــ غيتار، غيتار البيس، آلة مفاتيح، برمجة (أغنية رقم 12)
- فردريك سابرغ ــ كمان (أغنية رقم 2)
- باتريك وارن ــ آلة وترية (أغنية رقم 7، 11، 15)، غيتار، آلة مفاتيح (أغنية رقم 11، 15)

### الإنتاج
- باتريك بيرغر ــ إنتاج (أغنية رقم 2)
- جيف بهاسكر ــ شريك منتج (أغنية رقم 5، 6، 9)
- كريس برايد ــ إنتاج (أغنية رقم 10)
- لورنزو كوسي ــ مهندس الصوت (أغنية رقم 13)
- مايك دالي ــ إنتاج صوتيّ (أغنية رقم 5)
- جون دايفيس ــ إشراف (جميع الأغاني)
- دانكن فولر ــ توزيع (أغنية رقم 1، 2، 3، 8، 10، 11، 13)
- كريس غالاند ــ توزيع (أغنية رقم 5، 6، 7، 12، 15)
- لاري غولد ــ قائد فرقة موسيقية (أغنية رقم 1، 5، 6، 7، 8، 9، 11، 12، 13، 15)
- دان غريتش مارغيورات ــ توزيع (أغنية رقم 1، 2، 3، 8، 10، 11، 13، 14)
- نيكول نودلاند ــ تصوير
- مات مايتلاند ــ تصميم
- إيميل هايني ــ إنتاج (أغنية رقم 1، 2، 3، 5، 6، 7، 8، 9، 10، 11، 12، 13، 14، 15)
- دان هيث ــ قائد فرقة موسيقية (أغنية رقم 3)
- ليام هاوي ــ شريك منتج (أغنية رقم 14)
- برنت كولاتالو ــ تسجيل (أغنية رقم 1)
- ماني ماروكيوين ــ توزيع (أغنية رقم 5، 6، 7، 12، 15)
- كيرون منزيس ــ هندسة (أغنية رقم 15)
- ريك نولز ــ شريك منتج (أغنية رقم 7، 11، 15)، إنتاج صوتيّ (أغنية رقم 15)
- جاستن باركر ــ إنتاج صوتيّ (أغنية رقم 1، 9)، إنتاج (أغنية رقم 8)
- آل شاكس ــ إنتاج، إنتاج صوتيّ (أغنية رقم 12)

## روابط خارجية
- بورن تو داي على موقع ميتاكريتيك (الإنجليزية)
- بورن تو داي على موقع أول موفي (الإنجليزية)